# Eurya metcalfiana
Eurya metcalfiana är en tvåhjärtbladig växtart som beskrevs av Clarence Emmeren Kobuski. Eurya metcalfiana ingår i släktet Eurya och familjen Pentaphylacaceae. Inga underarter finns listade i Catalogue of Life.